# 情越雙白線
《情越雙白線》（英語：When Lanes Merge，前名《安全第一》）為香港電視廣播有限公司時裝愛情溫情電視劇，由鄭則士、黃浩然、徐子珊，郭羨妮、李香琴及曹永廉領銜主演，並由姚子羚、陳展鵬、李天翔、苑瓊丹及郭峰聯合演出，監製梁材遠，首播日期為2010年6月28日-7月23日。
其姊妹作為《情越海岸線》。

## 演員表

### 何家
| 演員   | 角色   | 暱稱/關係 |
| 鄭則仕 | 何 球  | Taxi哥、球叔、球哥哥（高李淑貞專用） 性格 粗豪仗義、樂於助人、對人有求必應，是街坊及同行救星。但因不懂教兒子，愛之深責之切，嘮叨責備，令兒子反感。後經歷大變，變得樂觀豁達，學習良好的待人及駕駛態度，以身作則，終感動了兒子，建立良好關係 背景 球是退休的士司機，擁有兩個的士牌，閒時收車租去耍樂，生活優哉悠哉，但球唯一憾事就是不懂管教兒子寶。球因妻子早喪，自己又要為口奔馳，故無暇管教兒子。寶讀書不成，以開客貨車為業，但車品甚差，令球擔心。 一日，寶果然因醉駕導致他人死亡，被判入獄。球自責不懂教子，令寶成階下囚。球賣了兩個的士牌來賠償給死者家屬，還要重操故業，再做的士司機維生，苦不堪言。 此時球重遇寶的中學校長貞，被她點破教育子女最重要是溝通及以身作則，知錯能改，永不怕遲。球痛定思痛，決定改善車品，為兒子作榜樣。球知貞因為當年錯怪一個學生而耿耿於懷，於是反過來點醒貞知錯能改，向學生認錯。二人成為好友。 寶經過許多事情後，漸漸了解父親的用心良苦，兩人關係緩和。一次，球乘坐寶駕駛的車，被有錢人挑釁追逼發生意外，球身受重傷，寶報警捉拿有錢人，有錢人卻以重金打官司脫罪。寶身份逆轉成為苦主，終於明白正確駕駛態度的重要。父子經此大劫，關係更加親密，牢不可破。 |
| 黃浩然 | 何加寶 | Turbo 性格 樂天不羈、口沒遮攔，有愛心、有正義感，但自信過強，追求剌激，愛開快車，駕駛態度欠佳。後來受了教訓，變得顧己及人，無論駕車做人都有責任感。 背景 寶初中時喪母，父親球又要為口奔馳，因欠缺家人關懷，變得無心向學。幸開得一手好車，故中學畢業後便做客貨車司機維生。寶的夢想是開好車成為賽車手，但知現實很難達成，故轉而努力賺錢做物流大亨，所以駕車態度十分拼搏，超速違例習以為常，更曾發生意外，令球擔驚受怕。球經常教訓寶，更想寶轉行不再開車。寶對自己技術信心十足，又厭煩球嘮叨責備，一直當作耳邊風。 誰知言猶在耳，寶即因醉酒駕駛導致他人死亡，被判入獄。寶慘受牢獄之苦，又得知父為了替自己賠償給死者家屬，要賣了兩個的士牌，還要重做的士司機維生，不禁開始後悔反省。其後寶親眼見球因過勞病發，開的士時差點出事，又幸初戀情人雯好言相告，指球一直勞心勞力，只是為寶贖罪。寶終明白父愛偉大，關係緩和。 寶努力工作，做跟車工人，卻遇到車禍當日捉拿自己的女交通警芯。芯以為寶死性不改想抄其牌，寶卻覺得芯對自己有偏見，故也刻意和芯作對。芯後來發現一場誤會，深感抱歉。芯是寶中學校長貞的孫女，貞怕寶受壞朋友困擾會再度沉淪，於是叫芯多多幫助寶，二人接觸更多，變成歡喜冤家，感情不知不覺間滋長。 寶見初戀情人雯感情觸礁，再加上雯妹晴誤入歧途，即挺身助雯救出晴。雯發覺寶變得孝順有承擔，與當年的吊兒郎當判若兩人，舊情再起，但不敢宣之於口。而芯亦欣賞寶的仗義助人，但芯家工人三姐指寶不配，大加阻止。此事激起芯反感，竟表明喜歡寶，寶受寵若驚，卻同時自慚形穢。球亦恐寶與芯不匹配，又告知雯其實對寶一直餘情未了，希望寶考慮清楚，寶一時間難以抉擇。 |

### 高家
| 演員   | 角色     | 暱稱/關係 |
| 李香琴 | 高李淑貞 | 嫲嫲（高麗芯專用）、校長、冬菇頭（何球、關樹人專用）性格 開明、充滿愛心，愛春風化雨，覺得人性本善，每個人都可以通過教育導回正途。表面端正嚴肅，其實甚富幽默感，甚至有點頑皮。 背景 中學校長，春風化雨數十年，培育英才無數。作為警司的丈夫雖早已離世，貞仍樂觀養大兒女，完成責任後，與孫女芯留在香港安享晚年，甚支持芯投身警務工作，維持治安。 貞退而不休，興趣多多，尤其熱愛駕車時自由自在的感覺。但因患上老人黃斑點病，影響視力，被醫生判定不能再開車。貞常叫同鄉姐妹兼幫傭三鳳，幫自己瞞著芯偷偷駕車，但屢屢被芯捉個正著，嚴加禁止。貞出入唯有坐的士代步，因而結識的士司機球，更發現球就是當年學生寶的父親。 當貞得知寶因醉駕入獄，大感可惜，指出球當年疏於管教，經常以開工為由不來見家長，導致兒子小錯不改，終犯下大錯，球亦悔不當初。貞開導球知錯能改，肯改就有希望，凡事都不會遲，只要改善與寶的溝通，並且以身作則，必定能誘導寶回正途。 寶出獄後也曾迷惘，差點沉淪，幸得貞在旁提點，更叫芯輔助寶，再將寶帶回正途。貞不知自己此舉竟造就了寶與芯的一段情緣。 貞一生無憾，唯一耿耿於懷的就是當年錯怪一個學生作弊，令他自暴自棄，步入歧途。球反過來點醒貞，只要知錯能改，永遠不會太遲。貞遂放下校長的尊嚴，鼓起勇氣向學生道歉，解開多年心結。貞多謝球的鼓勵，二人互相幫助，互相開解，成為好友。 後來芯喜歡寶，貞雖有點擔心，不過仍抱開明態度，要芯考慮清楚，但仍尊重芯的抉擇。 參見李家 |
| 高俊文 | 棟       | 高李淑貞之子 儀之夫 高麗芯之父 何加寶之岳父（第20集起） 何球之親家公（第20集起） |
| 馮素波 | 儀       | 棟之妻 高李淑貞之媳 高麗芯之母 何加寶之岳母（第20集起） 何球之親家母（第20集起） |
| 徐子珊 | 高麗芯   | 芯女、芯姐、阿芯、高麗蔘（何球專用） 性格 爽朗活潑、勇字當頭、儆惡鋤奸、執法不阿，但人情味亦濃，有良好駕駛態度，顧己及人，甚至捨己為人，是正義的「馬路先鋒」。 背景 芯生於警察世家，祖父與父親皆為警隊中人，故自小便立志成為儆惡鋤奸、維護法紀的好警察，所以大學畢業後，父母要移居外地，芯留在香港實現理想，投身警隊，亦方便照顧感情要好的祖母貞。 芯活躍好動，喜歡做鐵騎巡警在路上執法，但駕駛態度一絲不苟，雖知貞熱愛駕車，但因為貞視力減退不能再駕車，即嚴加管束，絕不縱容。一次下了班，遇到駕駛態度惡劣、犯例多多的客貨車司機寶，芯即嚴懲不赧找交通警檢控寶，並嚴詞警誡。誰知未幾，即遇上寶因醉酒駕駛導致他人死亡。芯對寶的印象甚為惡劣，更堅決要打擊違例駕駛，避免意外及悲劇再次發生。 其後寶出獄，芯發現寶竟在禁區落貨，以為寶死不悔改，又想檢控，後來始知是一場誤會，即勇於道歉，但寶卻仍以為芯刻意針對。 芯因貞關係，得知寶缺乏家人關心與教導，始會養成錯誤駕駛態度。一次寶駕車載著父球被撞，但反因肇事司機用錢脫罪，寶逆轉成為苦主，終於明白正確駕駛態度的重要。芯對寶的改變甚為欣賞，更慢慢發現寶有愛心及正義感，不禁對其生出好感。其後芯表明喜歡寶。寶受寵若驚，卻同時自慚形穢，不敢接受...... 好事多磨，芯一次在執勤時，發現寶誤駕「化粧車」的士，更開始失控。芯為了拯救對面的車輛而被寶車撞至重傷昏迷。芯的昏迷令寶、球、貞及一眾同袍憂心不已，不過幸好芯意志堅強，終於戰勝死神甦醒，並為寶澄清真相，終於成功指證「化粧車」集團，將一眾不法份子繩之於法。芯康復後，勇敢地再騎上鐵馬追求正義，維護法紀；感情方面，亦勇往直前，追求自己的所愛...... |
| 余慕蓮 | 李三鳳   | 三三（高麗芯專用）、三婆 傭人 |

### 張家
| 演員   | 角色   | 暱稱/關係 |
| 程可為 | 余愛喜 | 「易記車房」老闆娘 張曉雯之繼母 張曉明、張曉晴之母 曹美慧之姨媽 區子謙之姨婆 性格 八卦諸事，口沒遮攔。重男輕女，愛受奉承，處事偏私，雖是一家之主，但不懂持家，家中大小事務，都要倚重大女雯。雖然表面尊重雯意見，但因為雯不是親生，其實不信任雯，一切以獨兒明利益為先，令雯左右為難。貪心又好賭，其後越賭越大，為家中經濟帶來沉重負擔。 背景 早年喪夫，名為一家之主，但不擅經營生意，又不懂持家，家中一切事無大小，交由大女雯打理，自己只是從旁指指點點，反而為雯添上不少麻煩而不自知。 喜只想雯一心一意打理車房生意，沒有認真考慮雯的幸福，寧願雯放棄遠在澳洲的未婚夫，喜的私心間接令雯失去一段姻緣，但喜沒有為此而內疚。喜一直重男輕女，將家中一切留給明，以為老來從子，故一直沒有為雯與晴兩姊妹認真著想過。 喜一直對寶有偏見，寶又與邊緣青年為友，認定寶難成大器。後來寶醉駕導致他人傷亡，被判入獄，喜更看不起寶。及後雯請出獄後的寶在車房工作，喜以為寶欲與雯舊情復熾，乘機吞佔車房，喜處處針對寶，最後迫走寶，而喜從此對雯更是猜疑。 喜決定助明創業，軟硬兼施，要雯全力支持，雯發現明與有黑社會背景的東來往，勸喜資助明攪生意之事要三思而行，但喜一意孤行。最後明生意失敗，血本無歸，喜反而遷怒雯。 喜沉迷賭博，疏於管教晴，導致晴誤入岐途。喜陷於絕境時，明捨喜而去，幸得雯不記前嫌拯救喜，終令喜醒悟過來，明白真正孝順自己，對自己不離不棄的，始終是雯。 |
| 郭羨妮 | 張曉雯 | 雯女、雯姐（高麗芯專用）、野生人參（何球專用） 性格 處事爽朗能幹，不辭辛勞，巾幗勝鬚眉。持家有道，孝順母親，盡心盡力提攜弟妹，是眾人眼中的模範大家姐。感情豐富，對愛情認真投入，可惜感情多波折，初戀刻骨銘心，但卻好事多磨。 背景 父親早逝，便繼承父業，以維修的士為主，憑其堅毅及經驗，加上收費公道，甚受的士司機推祟。持家亦井井有條，家中大小事務都親力親為，一心希望妹妹晴學業有成，弟弟明留學外國學成歸來，承繼父業，然後自己安心嫁給遠在澳洲的未婚夫，從此相夫教子。誰知雯竟發現未婚夫變心，雖然感情受到創傷，但為了家人，仍要收拾心情，繼續打理車房生意。 本來雯與寶是青梅竹馬的一對，寶之父球更是雯的「契爺」，可惜寶的吊兒郎當令雯大失所望，終於分手收場。及後寶因一次醉酒駕駛，釀成嚴重交通事故，一名司機死亡，因而被判入獄。經逢巨變，球為了幫寶贖罪，甘心情願變賣自己的的士，賠償給苦主。雯亦不時照料孤單的球，給予支持鼓勵。寶出獄後，飽受喜及街坊白眼，雯鼓勵寶重新振作，安排寶在自己車房工作。當知道寶父子不和，又從中調解，終於令寶父子和好如初。誰知反而惹起喜與明的猜疑，以為雯與寶舊情復熾，覬覦車房。雯雖無私心，反招來親人猜忌，有苦自知，最後寶亦在壓力下，被迫離開車房。 明向雯借錢創業，因為過於急進而血本無歸，雯雖然從中提醒明不要急功近利，卻反遭喜責怪沒有盡心相助親弟。禍不單行的是，雯發現表面品學兼優的晴竟然走去吸毒，震驚又痛心之際，雯被迫變賣一切物業，為家人償還債務。困境中，雯幸得寶父子相助，拯救晴走出毒海。 其實雯一直始終對寶未忘情，可惜寶此時已心有所屬，鍾情女警芯，雯只好將真愛藏於心中。 |
| 鄭俊弘 | 張曉明 | Alex、阿明 余愛喜之子 張曉雯同父異母之弟 張曉晴之兄 曹美慧之表弟 區耀進之表舅仔 區子謙之表舅父 |
| 龔嘉欣 | 張曉晴 | Nana、晴晴、阿晴 余愛喜之女 張曉雯同父異母之妹 張曉明之妹 曹美慧之表妹 區耀進之表姨仔 區子謙之表姨 魏珊珊之好友 性格 典型香港少女，祟尚潮流，愛打扮，追求名牌服飾，但在家中表現勤奮，孝順聽教，其實本性擅於偽裝，懂得以乖女形象為手段，騙取別人信任。喜歡追求刺激，又有虛榮心，最後受不住誘惑，放縱自己，險些走上不歸路。 背景自小就知道母親重男輕女，不能與二哥明相比，又不想如姊為家庭犧牲，任勞任怨，故表面裝作勤奮好學，其實討厭讀書，只是以此瞞騙家人，從而得到獎勵，有藉口買名牌服飾，滿足其虛榮感。在家時是乖乖女，走出家門則盡情放縱自己。 晴之虛榮心越來越重，可惜其姊雯管教甚嚴，晴金錢上始終得不到滿足，加上又與不良份子東來往，受其影響，開始染上毒癮。 雯發現後既震驚又痛心，幸得寶父子相助，救出晴，可是晴竟不知悔改，不理雯的說話，心甘情願跟隨東繼續沉淪。幾經波折，晴終於發現東只是一直利用自己，始亂終棄，晴絕望無助之時，發現雯始終沒有放棄自己，晴醒悟過來，痛改前非...... |

### 區家
| 演員   | 角色   | 暱稱/關係 |
| 曹永廉 | 區耀進 | 阿進、進哥 的士司機 曹美慧之夫 區子謙之父 張曉雯之表妹夫 張曉明、張曉晴之表姐夫 性格 顧家小男人，對妻愛護有加，乃「絕種愛妻號」。做人安份守己，從來不會妄想不勞而獲，但求有三餐溫飽，和妻兒過安穩生活便心滿意足。工作刻苦辛勤，以家人的幸福為自己人生的奮鬥目標。有時「師奶仔上身」，凡事斤斤計較，處事又優柔寡斷，即使對現狀不滿也不會積極求變，每每要人在旁不停提點、推動，才找到自己要走的路。 背景 一直覺得自己是幸福小男人，雖然學歷不高，賺錢不多，也稱不上絕頂俊朗，但卻結識同行都羨慕的年輕美女，未幾二人奉子成婚。進一直覺得以妻子慧的條件，應該可以選擇一名比自己優秀百倍的男人，但慧不但沒有嫌棄自己，而且還願意婚後繼續工作，兩夫婦一齊為家庭打拼。進在家庭中既主內也主外，家中大小家務均一腳踢。雖然經常被同行取笑是「老婆奴」 ，但樂於接受。 進中學畢業之後，經人介紹開始做的士司機，為了妻兒得到好生活，勤奮工作供的士牌。由於結婚初期經濟不算寬裕，所以和妻兒於屯門區租住私人樓，平日一家三口基本都於區內活動。不過慧一直都很想搬回市區，又希望兒子能在港島學校升學。碰巧慧有一親戚在港島大坑有一舊樓放盤，價錢合理，於是慧即向進提出要買樓。進早知慧有市區情意結，所以既然慧開心，自己又負擔得起，進沒有多想便答應了慧的要求。 進一家搬到市區不久，慧便在財務公司找到新工作，更在機緣巧合下認識了大老闆周樹人，進眼見慧與人似來往甚密，經常夜歸，進擔心慧會紅杏出牆，終忍不住暗中跟蹤慧，但進的舉動，卻被慧揭發並斥責，認定進不信任自己，向進提出分居，趕進出家門。 進無家可歸，幸得球仗義收留，進和兒子謙才暫時有容身之所。車房維修員雯對謙照顧有加，進感動也誤會雯對自己有意，後來才認清雯對自己和兒子的愛純粹出於同情，進只好將自己對雯的好感藏於心底。 |
| 姚子羚 | 曹美慧 | Vivian、慧慧 財務公司貸款部主任 區耀進之妻 區子謙之母 余愛喜之姨甥女 張曉雯之表妹 張曉明、張曉晴之表姐 關樹人之下屬 性格 典型港女，崇尚物質，貪靚愛美，自恃美貌，不斷取悅身邊人，藉此在工作上得到更多方便，雖然略貪慕虛榮，但也疼愛兒子，希望栽培兒子成材。 背景 出身小康之家，慧十八歲讀預科時結識了進，繼而戀愛，慧本來一心升讀大學，卻因意外珠胎暗結，被迫停學下嫁進，但慧其實對進也有微言，認定進始終不是自己理想對象，無奈米已成炊，只好接受現實。 慧典型香港女孩心態，崇尚名牌，且夢想在中環上班，再嫁個有錢人，進駐半山豪宅，過少奶奶生活，但因下嫁進後，進駕的士收入微薄，生活捉襟見肘，慧只好自己努力，報讀公開大學，進修希望取得學位，以改善生活，慧努力下，終得到學位，更在灣仔覓得一份財務公司主任一職，並由天水圍搬往巿區居住，方便上班。 慧因取得學位後，感到與進的距離拉遠，二人話題越來越少，而慧因工作關係，認識大老闆周樹人，二人甚為投契，但卻因此而惹來呷醋丈夫進的妒忌，以為慧不安於室，勾三搭四，慧得悉進不信任自己，大為憤慨，與進吵吵鬧鬧，更揚言分居，並把進趕出門口。 慧與進分居，情緒低落，幸得人的安慰，慧漸漸對人萌生好感，而人也向慧展開追永，慧覺得自己夢寐以求的生活就擺在眼前，機會難得，但結果為了家庭還是拒絕了人，但進卻誤會慧出牆紅杏，慧氣惱之餘，並向進提出離婚。慧希望帶著兒子重新生活，人本欲再追求，但慧終看穿人真面目，與其一刀兩斷，此時，慧發現進原來一直對自己不離不棄，慧經幾番思量，終再次接受進...... |
| 譚真一 | 區子謙 | 謙謙 區耀進、曹美慧之子 余愛喜之姨甥孙 張曉雯之繼表姨甥 張曉明之表外甥 張曉晴之表姨甥 |

### 魏家
| 演員   | 角色   | 暱稱/關係 |
| 郭峰   | 魏潮發 | 潮發記 陳笑芬之夫 魏珊珊之父 何球，何加寶之好友 性格 對人誠摯友善，街坊眼中的好好先生，重視家庭關係，處處為家人著想，與妻子恩愛多年，對妻子細心體貼，對女兒痛錫有加，其後因車禍事故，性情大變，脾氣變得剛烈暴躁，稍有不如意，便將怒氣發洩在家人身上。 背景 發經營茶餐廳多年，以自家手打牛丸馳名，甚受街坊及的士行家歡迎，故其門庭若市，而發與妻芬結婚多年，恩愛如昔，發除了對妻子體貼外，還痛惜女兒珊，對珊栽培有加，處處以女為先，希望女兒學業有成，成為專業人士。發一家父慈女孝，為街坊眼中的模範幸福家庭。 發與球、寶兩父子為街坊關係，互有往來，關係良好，發更經常邀請球及寶二人來自己家作客吃飯，兩家人關係融洽。 然而好景不常，寶因醉酒駕駛導致他人死亡，更導致發右手臂受傷。發起初以為傷勢無大礙，可以完全康復所以不追究寶，及後卻發現右手不能用力，每當打牛丸時，更是劇痛難當，情況一天比一天惡化，更因此影響手打牛丸質素，客人越來越少，生意每況愈下。發也因此而意志消沉，開始不事生產，更將責任歸咎於寶及球兩父子，認定球因不懂教子，讓寶危險駕駛，才令自己受傷。發因此向球不斷無理苛索，希望獲得補償，致使兩家人關係越趨惡劣。 因生意上的失敗，令發性情大變，並將失意及不滿發洩在妻女身上。發回到家，便大吵大鬧，家無寧日，性格越變越暴戾。芬感到發越來越不受控制，終帶著珊離開發，向球等人求助。發眼見芬竟往找球求助，醋意大發，以為球想勾引自己妻子，憤而向球興師問罪，更向球動粗，芬見發橫蠻無理，終忍不住痛斥發，並堅決離婚。發被芬當頭棒喝，如夢初醒，導致妻離女散，完全是自己一手造成，發悔不當初，求芬及珊原諒。芬與發夫妻情深，不計前嫌，助發重新站起，發終從谷底走出，重新振作。 |
| 苑瓊丹 | 陳笑芬 | 芬姐、芬姨 魏潮發之妻 魏珊珊之母 何球之好友 性格 待人以誠，重情重義，刻苦耐勞，相夫教女，重視家庭，事事以丈夫與女兒為優先，從不計較得失，是一個好妻子、好母親，但性格卻略嫌怕事，有時太過忍讓，卻反令事情惡化，變得一發不可收拾。 背景 芬自嫁發後，便協助發打理茶餐廳生意，因芬賣力勤快，令茶餐廳生意蒸蒸日上，發成了遠近馳名的牛丸大王。芬與發即使結婚多年，依然恩愛如昔，在芬的耐性教導下，女兒珊成績名列前茅，前途無可限量，一家人關係融洽，是外人眼中的幸福家庭典範。 芬與球、寶兩父子關係良好，芬更經常關照球、寶兩父子，邀請他們吃「住家飯」。正當芬沉醉於幸福生活當中，卻因一次交通意外，出現天翻地覆的改變。 寶危險駕駛，令發右手受傷，芬起初還以為傷勢輕微，發很快便會復原，哪知後遺症卻在大半年後出現，芬察覺發右手不能發力，更影響打牛丸的質素，連帶茶餐廳的生意也每況愈下，芬憂心不已。與此同時，芬驚覺發性情轉變，常因小事無故動怒，並經常在家裏大吵大鬧，昔日的溫馨家庭，不復存在。 芬在球及寶的幫助下，駕的士謀生。發仍不斷向球苛索，更認定芬受到球的勾引，才離家出走。芬眼看發橫蠻無理，終忍不住痛斥發不應再糾纏當日意外受傷一事，做人最重要自救，山不轉路轉，路不轉人轉。芬當頭棒喝，讓發如夢初醒。夫妻情深，芬鼓勵發重新站起，即使賣不成牛丸，也可以另覓出路，最重要是永不放棄，芬的支持與鼓勵，終讓發重新振作。 |
| 蔣家旻 | 魏珊珊 | 珊珊 魏潮發、陳笑芬之女 張曉晴之同學兼好友 性格 天資聰穎，品學兼優，深得父母愛錫，如在溫室長大，及後因父母爭執，家無寧日，性格開始變得偏激。 背景 珊成長於小康之家，甚得父母愛錫，學業成績理想，也是眾人眼中的乖乖女，珊自少已受到保護，萬千寵愛在一身，更從未曾經經歷風浪。 珊一直渴望往外國升學，而發與芬也支持珊的決定，承諾供其到外國留學，正當珊憧憬著未來之際，一宗交通意外破壞了整個幸福家庭，珊由原本的乖乖女的性格，變得越來越偏激。 自遇到交通意外後，珊眼看父發性情大變，更經常在家大吵大鬧，以致家無寧日，珊漸感到失去家庭溫暖。後來，珊更目睹芬被發虐打，心靈大受震撼，自此變得沉默寡言，放學後更經常流連街上，不欲歸家。此外，珊原本一直視寶這位大哥哥為偶像，但因寶的危險駕駛，而摧毀自己一家人的幸福，因而視寶為仇人，對寶由原本的熱情，變作不理不睬。 珊因經歷家庭突變，變得無心向學，成績更一落千丈，放學後經常流連街上，更受雯妹晴影響，開始做出一些反叛行為，幸好芬及時發現，兩母女共同面對，互相支持，終渡過難關。 |

### 警察
| 演員   | 角色   | 暱稱/關係 |
| 曾守明 | 彭 勇  | 彭Sir 交通部督察 高麗芯之上司 |
| 徐子珊 | 高麗芯 | 芯女、高麗蔘（何球專用） 交通部警察，於第20集升為督察 彭勇之下屬 參見高家 性格 爽朗活潑、勇字當頭、儆惡鋤奸、執法不阿，但人情味亦濃，有良好駕駛態度，顧己及人，甚至捨己為人，是正義的「馬路先鋒」。 背景 芯生於警察世家，祖父與父親皆為警隊中人，故自小便立志成為儆惡鋤奸、維護法紀的好警察，所以大學畢業後，父母要移居外地，芯留在香港實現理想，投身警隊，亦方便照顧感情要好的祖母貞。 芯活躍好動，喜歡做鐵騎巡警在路上執法，但駕駛態度一絲不苟，雖知貞熱愛駕車，但因為貞視力減退不能再駕車，即嚴加管束，絕不縱容。一次下了班，遇到駕駛態度惡劣、犯例多多的客貨車司機寶，芯即嚴懲不赧找交通警檢控寶，並嚴詞警誡。誰知未幾，即遇上寶因醉酒駕駛導致他人死亡。芯對寶的印象甚為惡劣，更堅決要打擊違例駕駛，避免意外及悲劇再次發生。 其後寶出獄，芯發現寶竟在禁區落貨，以為寶死不悔改，又想檢控，後來始知是一場誤會，即勇於道歉，但寶卻仍以為芯刻意針對。 芯因貞關係，得知寶缺乏家人關心與教導，始會養成錯誤駕駛態度。一次寶駕車載著父球被撞，但反因肇事司機用錢脫罪，寶逆轉成為苦主，終於明白正確駕駛態度的重要。芯對寶的改變甚為欣賞，更慢慢發現寶有愛心及正義感，不禁對其生出好感。其後芯表明喜歡寶。寶受寵若驚，卻同時自慚形穢，不敢接受...... 好事多磨，芯一次在執勤時，發現寶誤駕「化妝車」的士，更開始失控。芯為了拯救對面的車輛而被寶車撞至重傷昏迷。芯的昏迷令寶、球、貞及一眾同袍憂心不已，不過幸好芯意志堅強，終於戰勝死神甦醒，並為寶澄清真相，終於成功指證「化妝車」集團，將一眾不法份子繩之於法。芯康復後，勇敢地再騎上鐵馬追求正義，維護法紀；感情方面，亦勇往直前，追求自己的所愛...... |
| 郭卓樺 | 鄭永泰 | 交通部警員 高麗芯同事兼對其有好感 |
| 陳文靜 | 徐婉君 | Mandy 交通部警員 高麗芯之同事 |
| 張智軒 | 韋海滔 | 交通部警員 |
| 張國洪 | 武     | 報案室警員 |
| 湯俊明 |        | 警長 |
| 傅劍虹 |        | 督察 |
| 歐瑞偉 | 卓Sir  | 刑事偵緝部警署警長 |
| 沈震軒 |        | 法證部警員 |
| 葉翠翠 | Daisy  | 高麗芯之好友 性格 外表柔軟，看似天性樂觀，但其實刻意掩飾自己內在軟弱的一面，依賴性強，極渴望得到身邊人關心，佔有慾強。 背景 Daisy與芯為大學同學，感情要好，畢業後，更與芯一同投身警界，前途一片光明，正當Daisy憧憬著將來之際，卻因一次交通意外，被人駕駛的非法賽車踐過雙腳，從此雙腳癱瘓，要坐輪椅代步。 Daisy因意外大受打擊，幸得到芯的扶持與鼓勵，令Daisy終重新振作，雖然雙腳不良於行，但Daisy並沒有意志消沉，更開始學習繪畫，培養出畫畫的興趣，而在芯的支持下，Daisy開班授徒，並略有成就。 Daisy因雙腳殘廢，而導致情路崎嶇，幸得到芯陪伴左右，Daisy始能堅強振作，但與此同時，Daisy漸漸依賴了芯，性格變得偏激，更做出一些傷害芯的事，Daisy事後感到愧疚，而芯卻沒有怪責Daisy，反安慰Daisy，Daisy也向芯道歉，二人友誼終得以維繫...... |

### 黑社會社團「進興」
| 演員                 | 角色   | 暱稱/關係 |
| 陳展鵬黃得生（少年） | 關樹人 | Tony哥 性格 表面正人君子，但城府甚深，為求一己私利，不惜利用身邊所有人，作奸犯科，但因懂得掩飾，故不為人揭發，但最後終作法自斃。 背景 人為財務公司大老闆，表面似正當生意，但背後卻無惡不作，包括走私、販毒、經營非法賭博，藉正當商人外表，掩飾一切罪行，人更喜歡非法賽車，經常黑夜飛車，視警方路障如無物，數年前的一次非法賽車，人為逃避追捕，加速衝過警方設置的路障，並輾過剛於學校畢業的Daisy的腳，令Daisy下半身癱瘓，要坐輪椅。此次意外，人為了脫罪，不惜重金禮聘全城知名大狀，終被撤銷控罪。 人僥倖逃過法律制裁，自信心爆棚，越發肆無忌憚，竟勾引進之妻慧。此時，人重遇貞，認得貞是自己初中時期的校長，當年人因貞的不信任，被誤會偷竊而趕出校，及後貞雖知道錯怪了人，欲向人道歉，惜人已離開學校，從此音訊全無。 人重遇貞，知貞欲向自己道歉，但人卻不接受，反責貞當年對自己的誤解，才令自己誤入歧途，人雖歪理連篇，但最終難逃死亡 |
| 李天翔               | 梁逸東 | 雙番東 何加寶之小學同學兼好友，於第12集反目，第20集和好 「海福閣」餐廳泊車仔 「Honey B」卡拉OK老闆 「進興」成員 涉嫌放高利貸、毒品拆家、外圍賭檔莊家 關樹人之手下 第18集遭關樹人誣陷吞食可卡因憤而將其所殺 張曉晴前男友（第19集欲殺其滅口未遂） 于第19集因醉酒司機停車未煞車，遭撞至下半身癱瘓，後被警方落案起诉谋杀關樹人 |
| 張穎康               | Ben    | 章先生 關樹人、梁逸東之手下 毒品拆家 第12集頂替關樹人超速駕駛認罪，被判入獄一年、停牌兩年 |
| 魏焌皓               | 阿 剛  | 關樹人、梁逸東之手下 |
| 趙敏通               | 張律師 | 關樹人之手下 |
| 關 菁                | 王仲豪 | 豪哥 菲律賓毒品大拆家 與關樹人、梁逸東聯手販賣毒品 |
| 姚浩政               |        | 王仲豪手下 |
| 何君誠               |        | 王仲豪手下 |
| 劉天龍               | 阿 龍  | 關樹人、梁逸東之手下 |
| 侯建民               |        | 梁逸東之手下 「海福閣餐廳」泊車仔 |

## 記事
- 2009年9月17日：此劇於12:30在將軍澳電視廣播城一廠外灰位舉行試造型記者會。[2]
- 2009年10月22日：此劇於15:00在將軍澳電視廣播城十三廠舉行開鏡拜神。[3]
- 2009年11月16日：此劇於9:00-17:30在新界西貢香港三育書院拍攝婚禮外景。
- 2009年11月29日：此劇舉行煞科宴。[4]
- 2010年6月24日：此劇於12:30在馬鞍山新港城麗新的士公司舉行《情越雙白線》之「情越雙白線開幕大典」宣傳活動。
- 2010年7月9日：此劇於15:00在九龍大角咀奧海城主題中庭舉行《情越雙白線》之「安全第一大激鬥」宣傳活動。
- 2010年7月19日：此劇於12:00在將軍澳新都城2期L1天幕大堂舉行《情越雙白線》之「求婚大作戰」宣傳活動。

## 收視
以下為本劇於香港無綫電視翡翠台、高清翡翠台及广州地区之收視紀錄：
| 演員   | 角色         | 暱稱/關係 |
| 葉翠翠 | Daisy        | 高麗芯之好友 性格 外表柔軟，看似天性樂觀，但其實刻意掩飾自己內在軟弱的一面，依賴性強，極渴望得到身邊人關心，佔有慾強。 背景 Daisy與芯為大學同學，感情要好，畢業後，更與芯一同投身警界，前途一片光明，正當Daisy憧憬著將來之際，卻因一次交通意外，被人駕駛的非法賽車踐過雙腳，從此雙腳癱瘓，要坐輪椅代步。 Daisy因意外大受打擊，幸得到芯的扶持與鼓勵，令Daisy終重新振作，雖然雙腳不良於行，但Daisy並沒有意志消沉，更開始學習繪畫，培養出畫畫的興趣，而在芯的支持下，Daisy開班授徒，並略有成就。 Daisy因雙腳殘廢，而導致情路崎嶇，幸得到芯陪伴左右，Daisy始能堅強振作，但與此同時，Daisy漸漸依賴了芯，性格變得偏激，更做出一些傷害芯的事，Daisy事後感到愧疚，而芯卻沒有怪責Daisy，反安慰Daisy，Daisy也向芯道歉，二人友誼終得以維繫 |
| 黃長興 | Andy         | 張曉雯前男友 至澳洲生活後移情別戀 |
| 林敬剛 | 鍾 標        | 的士司機 何球之租客（因欠租兩個月遭何加寶趕出何家） |
| 陳榮峻 | 戴 興        | 的士司機 曾為何球之的士租客 |
| 黃文標 | 曹仁貴       | 燥爆 的士司機 |
| 江富強 |              | 的士司機 |
| 曾健明 |              | |
| 何偉業 |              | |
| 賀文傑 | 杜全安       | |
| 楊證樺 | 中 仔        | |
| 李海生 | 華 叔        | 前「潮發記茶餐廳」伙記 現任「昌達茶餐廳」伙記 |
| 寧 進  | 羅錦松       | 松仔 前「潮發記茶餐廳」伙記 現任「昌達茶餐廳」伙記 |
| 彭冠中 | 得 哥        | |
| 林遠迎 |              | 在街上與何加寶鬥車之貨車司機（第1集） |
| 李鴻杰 | 馬昌達       | 「昌達的士車行」老闆 第14集收購「潮發記茶餐廳」並改名「昌達茶餐廳」 |
| 劉桂芳 | 馬 太        | 「昌達的士車行」老闆娘 前「潮發記茶餐廳」熟客 「昌達茶餐廳」老闆娘 馬昌達之妻 余愛喜之麻將友 |
| 鄺佐輝 | 常 久        | 久哥 「易記車房」修車師傅 |
| 許文翹 | 阿 平        | 「易記車房」修車師傅 |
| 梁健平 | 劉先生       | 阿蘭之夫 阿菊、阿波之父 阿強之姐夫 於第1集遭何加寶駕駛的貨車撞死 |
| 溫裕紅 | 阿 蘭        | 劉太 劉先生之妻 阿菊、阿波之母 阿強之家姐 於第17集原諒何加寶 |
| 羅芷晴 | 阿 菊        | 劉先生、阿蘭之長女 阿波之姊 阿強之姪女 |
| 劉洛銘 | 阿 波        | 劉先生、阿蘭之次子 阿菊之弟 阿強之姪 患有血癌（已痊癒） |
| 陸駿光 | 阿 強        | 劉先生之舅仔 阿蘭之弟 阿菊、阿波之舅父 |
| 單俊偉 |              | 「潮發記茶餐廳」之客人 |
| 倫紫玄 |              | |
| 麥皓兒 |              | 「昌達的士車行」職員（第2集） |
| 張達倫 | 唐律師       | 何加寶過失駕駛一案代表律師（第2集） |
| 何俊軒 |              | 治療魏潮發手傷之醫師（第3集） |
| 潘冠霖 |              | 護士（第3集） |
| 安德尊 |              | 八卦周刊記者（揭發「潮發記茶餐廳」牛丸並非手打） |
| 羅鈞滿 |              | |
| 黃澤鋒 | 阿 豐        | 「協群社區教育中心」泰拳導師 |
| 卓 躒  | 阿 權        | 「協群社區教育中心」清潔工 何加寶前同事（第5集） |
| 黎桐康 |              | 在火鍋店騷擾張曉雯之古惑仔（遭高麗芯打跑，第5集） |
| 趙國東 |              | |
| 鄭詠謙 | 福 記        | 火鍋店職員（第5集） |
| 林影紅 | Apple        | 「協群社區教育中心」職員 因誤入男廁連累何加寶遭高麗芯打傷（第5集） |
| 蕭凱欣 | Polly        | 鍾標帶回何家之豔女（第5集） |
| 廖麗麗 | 吳 太        | 「協群社區教育中心」烹飪班學員 高李淑貞之烹飪班學生 |
| 徐玟晴 | Susan        | |
| 黃彥欣 | Helen        | |
| 王淑玲 | Toby         | |
| 劉深宜 | Ricky        | 「添得利財務公司」職員 曹美慧同事 |
| 黃俊紳 |              | 區耀進家裝修師傅（第6集） |
| 鍾建文 |              | |
| 陳志健 | 鳳           | 張曉晴之友 |
| 梁珈詠 | 詩           | 張曉晴之友兼情敵 |
| 沈愛琳 |              | 學生 |
| 頌 誼  | Yuki         | |
| 趙樂賢 | Jason        | 律師 高麗芯、徐婉君、韋海滔、Daisy之警察學校同學 對Daisy有好感遭拒 |
| 菁 瑋  |              | 「Honey B」卡拉OK艷女 |
| 阮 兒  |              | 「Honey B」卡拉OK艷女 |
| 胡麒豐 | 張兆榮       | 喪榮 非法賽車手 與梁逸東鬥車時受傷入院 |
| 張漢斌 | 趙老師       | 「羅便臣紀念中學」老師 |
| 麥子樂 | 方誠俊       | 「羅便臣紀念中學」學生 關樹人之中學同學 冤枉關樹人動手打傷自己，騙取高李淑貞信任，之後後悔，並向高李淑貞說出真相 |
| 凌禮文 | 福 伯        | 何家所住之大廈看更 |
| 林秀怡 | Heidi        | |
| 李穎芝 | Moon         | |
| 楊潮凱 |              | 在餐廳騷擾魏珊珊之不良青年 |
| 呂 熙  |              | 在餐廳騷擾魏珊珊之不良青年 |
| 陳嘉嘉 |              | 新聞報導員 |
| 陳勉良 |              | 老人 |
| 陳宛蔚 | 馮老師       | 張曉晴、魏珊珊之芭蕾舞老師 |
| 黃鳳瓊 |              | 女乘客 |
| 楊瑞麟 | 文經理       | 關樹人首日上任遭辭退 |
| 黃樂兒 | 許美詩       | Zoe 「添得利財務公司」職員 第19集經曹美慧介紹至車行當文職 |
| 范彩兒 |              | 護士 |
| 黃子衡 |              | 區耀進所戴之的士偷情男乘客 |
| 周麗欣 |              | 區耀進所戴之的士偷情女乘客 |
| 邵卓堯 |              | 旅遊巴司機 |
| 鄧英敏 |              | 何加寶超速駕駛一案檢控官 關樹人的代表律師 |
| 杜 港  | 友           | CID |
| 謝珊珊 | 恩           | CID |
| 姚 兵  |              | CID |
| 王致迪 | 成           | |
| 黎柏麟 | 敬           | |
| 魏惠文 |              | 模型飛機店老闆 |
| 游 颷  | 飛機陳       | 以模型飛機裝設攝影機偷拍女性裙底（第11集遭高麗芯逮捕） |
| 喬寶寶 |              | 咖哩店老闆 |
| 黃梓瑋 |              | 女乘客 |
| 趙敏通 | 張律師       | |
| 劉雋賢 |              | 區耀進花港幣100元向其買糖水之肥仔 |
| 許碧姬 |              | 街邊撿紙皮之婆婆 |
| 李偉健 |              | 「Honey B」卡拉OK主任 魏珊珊前上司之一 |
| 張笑千 |              | 道友 |
| 蔡康年 |              | 警察餐廳之經理 |
| 楊鴻俊 | Henry        | |
| 裘卓能 | James        | |
| 劉一飛 | 江先生       | 中國駐菲律賓大使館人員 協助區耀進、曹美慧回香港事宜 |
| 黃 瑩  | Katie        | |
| 王維德 |              | 政府化驗師 |
| 羅天池 |              | 出租公寓管房 被梁逸東利用成為時間證人 |
| 林淑敏 |              | 地產經紀 |
| 曾慧雲 | 周 太        | 欲買張家之看樓客人 |
| 蘇麗明 | 朱 太        | 欲買張家之看樓客人 |
| 林婉霞 | DiDi         | 梁逸東女友之一 |
| 麥長青 | Mark哥       | 的士司機 協助何加寶追回高麗芯（客串第20集） |
| 陳浚滔 | 萬事得M3司機 | 劉諾言前好友後變敵人 與劉諾言德民街（喺到）扮張衞徤（客串第二集） 與劉諾言公主道賽車輸了後被串公主道揸70 |

| 週次 | 集數  | 日期                  | 平均收視 | 最高收視 | 百分比 | 广州省网收视 | 广州市网收视 | 广州收视合计 |
| 1    | 01-05 | 2010年6月28日-7月2日  | 29點     | 31點     | 87%    | 3.16         | 5.31         | 8.47         |
| 2    | 06-09 | 2010年7月5日-7月8日   | 31點     |          | 89%    | 3.33         | 6.29         | 9.62         |
| 3    | 10-14 | 2010年7月12日-7月16日 | 31點     | 32點     | 89%    | 4.24         | 7.4          | 11.64        |
| 4    | 15-20 | 2010年7月19日-7月23日 | 32點     | 36點*    | 89%    | 4.47         | 8.02         | 12.49        |

- 本劇平均收視為30.75點。

## 獎項

### 星和無綫電視大獎2011
- 我最愛TVB電視女角色：高麗芯（徐子珊飾演）